# Chương trình soạn thảo văn bản

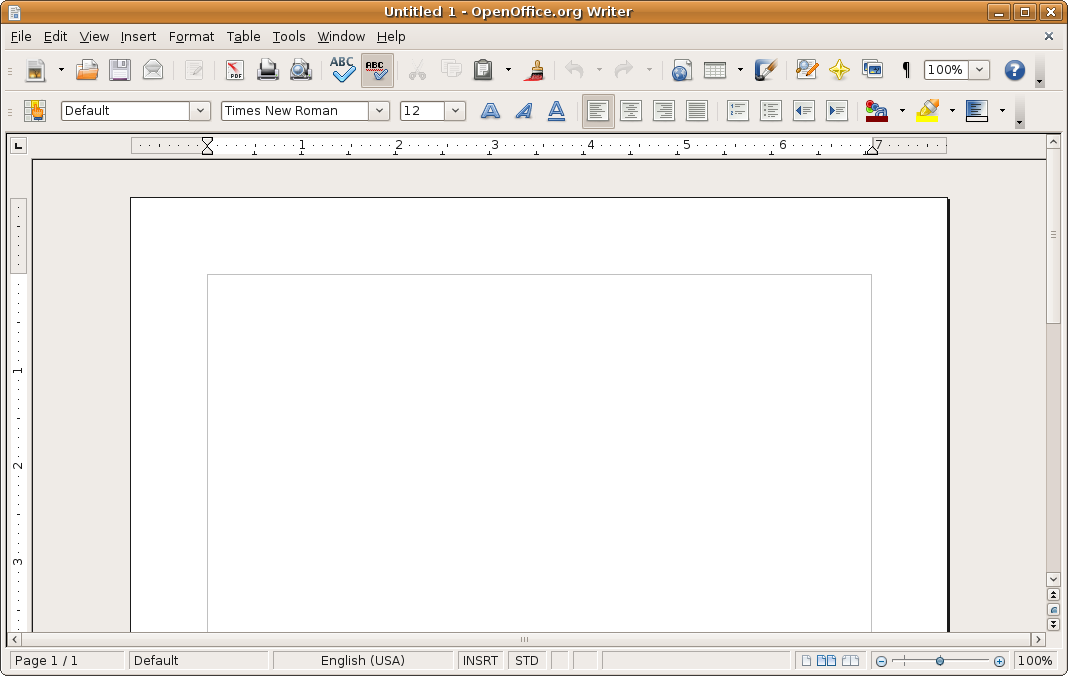
OpenOffice Writer chạy trên nền Ubuntu

Chương trình soạn thảo văn bản là một loại phần mềm được thiết kế để soạn thảo các văn bản điện tử với một số chức năng chính như sau: 
- Hiển thị nội dung văn bản trên màn hình
- Cho phép người dùng sửa đổi, bổ sung tại vị trí bất kì trong văn bản
- Thể hiện nhiều kiểu chữ (font), cỡ chữ, màu sắc khác nhau
- Có thể kèm theo hình ảnh trong văn bản
- Lưu giữ văn bản dưới dạng file
- Hỗ trợ in ấn văn bản
- Có chức năng ghép ảnh

Có rất nhiều chương trình soạn thảo văn bản khác nhau. Về các phần mềm thương mại, nổi tiếng nhất có Microsoft Word đi kèm với bộ phần mềm Microsoft Office của Microsoft. WordPerfect là một chương trình ít được sử dụng hơn.
Các chương trình soạn thảo văn bản thuộc loại phần mềm tự do nguồn mở thường gặp bao gồm: 
[[OpenOffice.org Writer|Writer

## Các trình soạn thảo chữ
Một nhóm các trình soạn thảo không có tính năng định dạng (phông chữ, màu sắc) và đưa hình vẽ, bảng biểu. Loại chương trình này (thường gọi là text-based editor) khá phổ dụng trong các hệ điều hành họ Unix và Linux. Những ví dụ điển hình gồm có vi và emacs. Ngoài chức năng biên tập các file hệ thống, các phần mềm này còn có thể kết hợp với các hệ sắp chữ, chẳng hạn như TeX để soạn thảo các văn bản có cấu trúc phức tạp với chất lượng cao.
Trong Windows trình soạn thảo chữ không phổ biến. Chương trình Notepad có một số tính năng rất cơ bản (mở file, lưu file), và một số phần mềm khác có tính năng mạnh hơn (Notepad++, TextPad).